# New Adventures in Hi-Fi
| 전문가 평가                       | 전문가 평가 |
| 평가 점수                         | 평가 점수   |
| 출처                              | 점수        |
| --------------------------------- | ----------- |
| AllMusic                          | [ 2 ]       |
| Christgau's Consumer Guide        | A−          |
| The Encyclopedia of Popular Music | [ 4 ]       |
| Entertainment Weekly              | A           |
| The Guardian                      | [ 6 ]       |
| Los Angeles Times                 | [ 7 ]       |
| NME                               | 8/10        |
| Pitchfork                         | 9.5/10      |
| Q                                 | [ 10 ]      |
| Rolling Stone                     | [ 11 ]      |
| Spin                              | 6/10        |

《New Adventures in Hi-Fi》는 미국의 얼터너티브 록 밴드 R.E.M.의 열 번째 스튜디오 음반이다. 이 음반은 1996년 9월 9일, 유럽과 호주에서 발매된 워너 브라더스 레코드의 다섯 번째 메이저 레이블 발매였다. 《New Adventures in Hi-Fi》는 창립 멤버 빌 베리(다음 해에 우호적으로 밴드를 탈퇴한), 오리지널 매니저 제퍼슨 홀트, 오랜 프로듀서 스콧 리트와 함께 녹음된 마지막 음반이다. R.E.M.의 멤버들은 녹음된 음반이 최고조에 달했다고 생각하며, 팬들은 일반적으로 1990년대 후반과 2000년대 초반에 예술적 쇠퇴가 감지되기 전의 밴드의 마지막 위대한 음반으로 여긴다.  이 음반은 발매 후 몇 년 동안 약 700만 장이 팔려 컬트적 지위로 성장했으며, 몇몇 회고록은 이 음반을 밴드의 음반 목록 중 상위권에 올려놓았다.

## 구성 및 녹음
이 음반은 1995년 《Monster》를 지원하기 위해 투어 도중과 후에 녹음되었다. 이 음반의 소재는 《Out of Time》과 《Automatic for the People》의 어쿠스틱하고 컨트리 록 느낌을 《Monster》와 《Lifes Rich Pageant》의 록 사운드와 혼합했다. 밴드는 영감의 원천으로 닐 영의 1973년 음반 《Time Fades Away》를 인용했다.
밴드는 라디오헤드로부터 음반 녹음 과정을 빌렸다고 언급했는데, 라디오헤드는 투어 중 《The Bends》의 기본 트랙 중 일부를 녹음했고 1994년과 1995년에 밴드를 지원했다. R.E.M.은 그들의 라이브 공연을 캡처하기 위해 8트랙 레코더를 사용했고, 음반의 기본 요소로 녹음을 사용했다. 밴드의 투어 뮤지션인 네이선 디셈버와 스콧 매코히가 참여하며, 앤디 칼슨이 〈Electrolite〉에 바이올린을 협찬했다.

## 곡 목록
모든 곡들은 빌 베리, 피터 벅, 마이크 밀스 그리고 마이클 스타이프가 작사/작곡하였다.
| #  | 제목                                         | 재생 시간 |
| -- | -------------------------------------------- | --------- |
| 1. | 〈How the West Was Won and Where It Got Us〉 | 4:31      |
| 2. | 〈The Wake-Up Bomb〉                         | 5:08      |
| 3. | 〈New Test Leper〉                           | 5:26      |
| 4. | 〈Undertow〉                                 | 5:09      |
| 5. | 〈E-Bow the Letter〉                         | 5:23      |
| 6. | 〈Leave〉                                    | 7:18      |

| #   | 제목                  | 재생 시간 |
| --- | --------------------- | --------- |
| 7.  | 〈Departure〉         | 3:28      |
| 8.  | 〈Bittersweet Me〉    | 4:06      |
| 9.  | 〈Be Mine〉           | 5:32      |
| 10. | 〈Binky the Doormat〉 | 5:01      |
| 11. | 〈Zither〉            | 2:33      |
| 12. | 〈So Fast, So Numb〉  | 4:12      |
| 13. | 〈Low Desert〉        | 3:30      |
| 14. | 〈Electrolite〉       | 4:05      |

## 인증
| 국가                                                  | 인증        | 판매량/출하량 |
| ----------------------------------------------------- | ----------- | ------------- |
| 오스트리아 (IFPI 오스트리아)                          | 골드        | 25,000*       |
| 벨기에 (BEA)                                          | 골드        | 25,000*       |
| 캐나다 (뮤직 캐나다)                                  | 2× 플래티넘 | 200,000^      |
| 독일 (BVMI)                                           | 골드        | 250,000^      |
| 뉴질랜드 (RMNZ)                                       | 플래티넘    | 15,000^       |
| 노르웨이 (IFPI 노르웨이)                              | 골드        | 25,000*       |
| 스페인 (PROMUSICAE)                                   | 골드        | 50,000^       |
| 스웨덴 (GLF)                                          | 골드        | 40,000^       |
| 스위스 (IFPI 스위스)                                  | 골드        | 25,000^       |
| 영국 (BPI)                                            | 플래티넘    | 350,000       |
| 미국 (RIAA)                                           | 플래티넘    | 994,000       |
| 요약                                                  |             |               |
| 유럽 (IFPI)                                           | 플래티넘    | 1,000,000*    |
| *판매량을 기반으로 한 인증 ^출하량을 기반으로 한 인증 |             |               |